# Heterocerus stultus
Heterocerus stultus is een keversoort uit de familie oevergraafkevers (Heteroceridae). De wetenschappelijke naam van de soort is voor het eerst geldig gepubliceerd in 1915 door Grouvelle.